# 当皮埃尔莱布瓦
当皮埃尔莱布瓦（法語：Dampierre-les-Bois，法語發音：[dɑ̃pjɛʁ le bwa]）是法国杜省的一个市镇，位于该省东北部，属于蒙贝利亚尔区。该市镇总面积4.72平方公里，2009年时的人口为1613人。

## 人口
当皮埃尔莱布瓦人口变化图示